# 1882年の相撲
1882年の相撲（1882ねんのすもう）は、1882年の相撲関係のできごとについて述べる。

## 興行
- 1月場所（東京相撲）[1]
  - 興行場所:本所回向院
  - 1月12日より晴天10日間興行
- 6月場所（東京相撲）[2]
  - 興行場所:本所回向院
  - 6月8日より晴天10日間興行
- 9月場所（東京大阪合併相撲）[3]
  - 興行場所:難波新地
  - 10日間興行

## 誕生
- 1月7日 - 勝鬨鉄藏（最高位：前頭8枚目付出、所属：尾車部屋、+ 1940年【昭和15年】）[4]
- 1月7日 - 紫雲竜吉之助（最高位：前頭筆頭、所属：高砂部屋→阿武松部屋、+ 1946年【昭和21年】）[5]
- 3月25日 - 日本海忠藏（最高位：前頭16枚目、所属：立田川部屋→出羽ノ海部屋、+ 1953年【昭和28年】）[6]
- 5月8日 - 桂山勘五郎（最高位：前頭6枚目、所属：尾車部屋、+ 1926年【大正15年】）[7]
- 3月14日 - 浪ノ音健藏（最高位：関脇、所属：高砂部屋、+ 1967年【昭和42年】）[8]
- 4月8日 - 千船川浪之助（最高位：前頭5枚目格付出（大阪関脇）、所属：井筒部屋、+ 1949年【昭和24年】）[9]
- 9月2日 - 氷見ヶ濱弥太郎（最高位：前頭13枚目、所属：稲川部屋、+ 1942年【昭和17年】）[10]
- 9月13日 - 神嵜重太郎（最高位：前頭13枚目、所属：高砂部屋、+ 1942年【昭和17年】）[11]
- 12月11日 - 相生枩五郎（最高位：関脇、所属：出羽ノ海部屋、+ 1922年【大正11年】）[12]

## 死去
- 4月4日 - 朝日嶽鶴之助（最高位：大関、所属：立田川部屋、年寄：立田川、* 1840年【天保11年】）
- 7月11日 - 不知火光五郎（最高位：大関（大坂相撲）、* 1847年【弘化4年】）
- 9月19日 - 荒虎敬之助（最高位：小結（現役没）、所属：若藤部屋→伊勢ノ海部屋→若藤部屋、年寄：若藤、* 1843年【天保14年】）
- 9月21日 - 荒角金太郎（最高位：前頭3枚目（現役没）、所属：桐山部屋、* 生年不明）
- 10月8日 - 初代大鳴門灘右エ門（最高位：前頭筆頭、所属：二十山部屋→阿武松部屋、* 生年不明）